# Auroraastrild
Der Auroraastrild (Pytilia phoenicoptera), auch Aurora-Astrild geschrieben, ist eine afrikanische Vogelart aus der Familie der Prachtfinken. Es werden zwei Unterarten unterschieden. Der Auroraastrild gehört zu den gelegentlich gehaltenen Ziervögeln.

## Beschreibung
Der 12 bis 13 Zentimeter lange Auroraastrild ist ein Prachtfink, dessen Gefieder überwiegend grau ist. Auf den Flügeldecken findet sich etwas Rot. Männchen und Weibchen ähneln sich sehr. Weibchen haben jedoch etwas weniger Rot auf den Flügeldecken und eine weniger ausgeprägte Streifung auf der Unterseite. Während Weibchen nur sehr selten singen, singt das Männchen überwiegend flötend. Bei der Balz ruft es ein lang gezogenes thaaar.
Das Gelege besteht überwiegend aus vier Eiern, die abwechselnd von beiden Elternvögeln 14 Tage lang bebrütet werden. Die Jungvögel bleiben 18 bis 22 Tage im Nest und werden dann weitere zwei bis drei Wochen von den Elternvögeln betreut.

## Verbreitungsgebiet und Lebensraum
Der Auroraastrild kommt nur in einem schmalen Streifen vor, der sich von Westafrika fast bis nach Ostafrika zieht. Die Nominatform Pytilia phoenicoptera phoenicoptera kommt dabei im westlichen Teil des Verbreitungsgebietes vor, das sich vom Norden Nigerias über Senegal und Gambia erstreckt. Zum Verbreitungsgebiet gehören außerdem Guinea-Bissau, Guinea, Sierra Leone, Mali, die Elfenbeinküste, Burkina Faso, Ghana, Togo und Benin. Er ist eine häufige Art im Nationalpark W und im nigerianischen Yankari Game Reserve. Das Verbreitungsgebiet von Pytilia phoenicoptera emini schließt sich im Nordkamerun an und kommt über die Zentralafrikanische Republik und dem Süden Sudans, wo sie relativ spärlich vertreten ist bis in die Demokratische Republik Kongos vor. Sie ist dort besonders häufig im Garamba-Nationalpark zu beobachten. In Uganda ist sie besonders häufig im Kidepo-Valley-Nationalpark und im Murchison-Falls-Nationalpark zu beobachten.
Sein Lebensraum sind die Trockenbusch-Savanne und die Steppe. Der Auroraastrild lebt dort versteckt zwischen Gebüschen, hohen Kräutern und Gräsern. Er kommt auch in der Nähe von Ortschaften vor. Seine Nahrung sind Samen von Gräsern und Hirsearten. Daneben frisst er auch die Samen von Korbblütlern sehr gerne. Tierische Nahrung spielt in seiner Ernährung nur eine untergeordnete Rolle. Er frisst aber unter anderem Termiten und andere, ähnlich große Insekten.

## Haltung
Der Auroraastrild wurde erstmals 1870 von Carl Hagenbeck nach Deutschland importiert. Die Erstzucht in Deutschland gelang wenig später. Seit 1953 wird der Auroraastrild regelmäßig im Handel angeboten. Sie gelten als sehr ruhige und stille Vögel, die auch während der Brutzeit nur in unmittelbarer Umgebung des Nestes aggressiv sind.
Unter allen Streifenastrilden gilt der Auroraastrild als die am einfachsten nachzuzüchtende Art, jedoch spiegelt sich dies nicht unbedingt in den Nachzuchtzahlen wider. Bei den meisten im Handel befindlichen Vögeln handelt es sich um Nachzuchten.

## Belege

### Einzelbelege
1. ↑   Nicolai et al., S. 53
2. ↑   Nicolai et al., S. 54
3. ↑   Nicolai et al. S. 55